# 나짐 휘세이노프
나짐 갈리반 오글루 휘세이노프(아제르바이잔어: Nazim Qaliban oğlu Hüseynov, 러시아어: Нази́м Га́либович Гусе́йнов 나짐 갈리보비치 구세이노프[*], 1969년 8월 2일~)는 소련과 아제르바이잔의 유도 선수, 지도자이다. 소련 유도 국가대표로 활동하다가 소련의 해체 이후에는 독립국가연합과 아제르바이잔 국가대표로 활약했으며, 1992년 하계 올림픽 남자 엑스트라라이트급에서 금메달을 획득했다. 또한 세계 선수권 대회에서 은메달 1개, 동메달 1개, 유럽 선수권 대회에서 금메달 2개, 은메달 1개를 획득하였다.